# Adam Žilák
Adam Žilák (* 7. prosince 1991 Martin) je slovenský fotbalový záložník, v současnosti hráč klubu FC ViOn Zlaté Moravce – Vráble.

## Klubová kariéra
Svou fotbalovou kariéru začal v MŠK Žilina, odkud hostoval v FC ViOn Zlaté Moravce v letech 2011–2012.
V červenci 2015 přestoupil do jiného prvoligového slovenského klubu FO ŽP ŠPORT Podbrezová z Banskobystrického kraje. V lednu 2016 v klubu skončil.

Na jaře 2016 působil v TJ Iskra Borčice a v létě téhož roku zamířil do FC ViOn Zlaté Moravce – Vráble.

## Reprezentační kariéra

### Mládežnické reprezentace
Žilák působil v mládežnických reprezentacích Slovenska včetně týmu do 21 let. V letech 2009–2010 reprezentoval Slovensko do 19 let.
Zúčastnil se kvalifikace na Mistrovství Evropy hráčů do 21 let 2013 konaného v Izraeli, kde Slovensko obsadilo s 15 body druhé místo v konečné tabulce skupiny 9 za první Francií (21 bodů). Skóroval 7. září 2012 proti Francii (výhra 2:1). Slovensko se na závěrečný šampionát neprobojovalo přes baráž, v níž vypadlo po prohrách 0:2 doma i venku s Nizozemskem.